# Polska Liga OCR / Puchar Polski (biegi przeszkodowe)
Polska Liga OCR / Puchar Polski – zawody sportowe organizowane corocznie od 2018 roku przez Stowarzyszenie Biegów Przeszkodowych OCR Polska mające na celu wyłonienie najlepszej drużyny w kraju, zarówno wśród mężczyzn, jak i wśród kobiet oraz indywidualnie najlepszego zawodnika i zawodniczki. Zwycięzca ligi otrzymuje tytuł Drużynowego Mistrza Polski, a najlepszy zawodnik indywidualnie tytuł zdobywcy Pucharu Polski. Liga OCR oraz Puchar Polski rozgrywane są podczas tych samych zawodów w których drużyny oraz indywidualnie zawodnicy zdobywają punkty. Zwycięzcami ogłaszane są drużyny oraz zawodnicy którzy po ostatnich zawodach zgromadzą największą liczbę punktów. Do rywalizacji drużynowej mężczyzn uwzględniane są wyniki pięciu najlepszych zawodników, a wśród kobiet wyniki trzech najlepszych zawodniczek z danej drużyny w danych zawodach. W 2018 roku do końcowej klasyfikacji zaliczane były wyniki z dziewięciu zawodów, a w 2019 roku z sześciu zawodów. W 2020 roku z powodu pandemii COVID-19 zawodów nierozgrywano.

## Liga OCR

### Drużyna męska
| Rok  | I miejsce                                        | II miejsce                                       | III miejsce                                      |
| ---- | ------------------------------------------------ | ------------------------------------------------ | ------------------------------------------------ |
| 2018 | Gorący Potok Team                                | Socios Silesia                                   | xRunners                                         |
| 2019 | Husaria Race Team                                | Socios Silesia                                   | xRunners                                         |
| 2020 | Z powodu pandemii COVID-19 zawodów nierozgrywano | Z powodu pandemii COVID-19 zawodów nierozgrywano | Z powodu pandemii COVID-19 zawodów nierozgrywano |
| 2021 | Biegun OCR Team                                  | Runmageddon Team                                 | xRunners                                         |
| 2022 | Socios Silesia                                   | Rajsport Active                                  | Power Training                                   |

### Drużyna żeńska
| Rok  | I miejsce                                        | II miejsce                                       | III miejsce                                      |
| ---- | ------------------------------------------------ | ------------------------------------------------ | ------------------------------------------------ |
| 2018 | xRunners                                         | Husaria Race Team                                | BeFit24Team                                      |
| 2019 | Power Training                                   | xRunners                                         | -                                                |
| 2020 | Z powodu pandemii COVID-19 zawodów nierozgrywano | Z powodu pandemii COVID-19 zawodów nierozgrywano | Z powodu pandemii COVID-19 zawodów nierozgrywano |
| 2021 | Power Training                                   | Biegun OCR Team                                  | OCR Witches                                      |
| 2022 | BeFit24Team                                      | Carbon Silesia Sport                             | Socios Silesia                                   |

## Puchar Polski

### Mężczyźni
| Rok  | Zwycięzca                                        | II miejsce                                       | III miejsce                                      |
| ---- | ------------------------------------------------ | ------------------------------------------------ | ------------------------------------------------ |
| 2018 | Tomasz Krawczyk Husaria Race Team                | Sebastian Kasprzyk                               | Tomasz Oślizło                                   |
| 2019 | Tomasz Krawczyk Husaria Race Team                | Wojciech Brzoskwinia Husaria Race Team           | Piotr Król Socios Silesia                        |
| 2020 | Z powodu pandemii COVID-19 zawodów nierozgrywano | Z powodu pandemii COVID-19 zawodów nierozgrywano | Z powodu pandemii COVID-19 zawodów nierozgrywano |
| 2021 | Wojciech Wojtyszyn xRunners                      | Bartosz Januszewski Gorący Potok Team            | Paweł Jaciów Wataha                              |
| 2022 | Yauhen Tryvashkevich                             | Piotr Król Socios Silesia                        | Tomasz Oślizło Socios Silesia                    |

### Kobiety
| Rok  | Zwyciężczyni                                     | II miejsce                                       | III miejsce                                      |
| ---- | ------------------------------------------------ | ------------------------------------------------ | ------------------------------------------------ |
| 2018 | Małgorzata Szaruga Socios Silesia                | Izabela Frontczak Husaria Race Team              | Aleksandra Grobelna xRunners                     |
| 2019 | Aleksandra Grobelna xRunners                     | Katarzyna Baranowska Gorący Potok Team           | Agnieszka Rynkiewicz Husaria Race Team           |
| 2020 | Z powodu pandemii COVID-19 zawodów nierozgrywano | Z powodu pandemii COVID-19 zawodów nierozgrywano | Z powodu pandemii COVID-19 zawodów nierozgrywano |
| 2021 | Marta Łosin                                      | Małgorzata Daszkiewicz Power Training            | Magdalena Missala Power Training                 |
| 2022 | Małgorzata Daszkiewicz Power Training            | Anna Solakiewicz BeFit24Team                     | Lizaveta Savinova                                |

## Liga Ninja

### Mężczyźni
| Rok  | Zwycięzca                          | II miejsce                          | III miejsce                    |
| ---- | ---------------------------------- | ----------------------------------- | ------------------------------ |
| 2021 | Jakub Zawistowski Ospro Ninja Team | Przemysław Jańczuk Ospro Ninja Team | Teofil Deciuk Ospro Ninja Team |
| 2022 | Jakub Zawistowski Ospro Ninja Team | Przemysław Jańczuk Ospro Ninja Team | Grzegorz Matyszewski           |

### Kobiety
| Rok  | Zwycięzca                                                   | II miejsce                    | III miejsce                                                  |
| ---- | ----------------------------------------------------------- | ----------------------------- | ------------------------------------------------------------ |
| 2021 | Dorota Gadzińska Biegun Ninja Team                          | Klaudia Burs Ospro Ninja Team | Katarzyna Cymbałko Biegun Ninja Team                         |
| 2022 | Katarzyna Jonaczyk-Folk Biegun Ninja Team Lizaveta Savinova | -                             | Klaudia Burs Ospro Ninja Team Barbara Knade Ospro Ninja Team |